# Ede Szigligeti

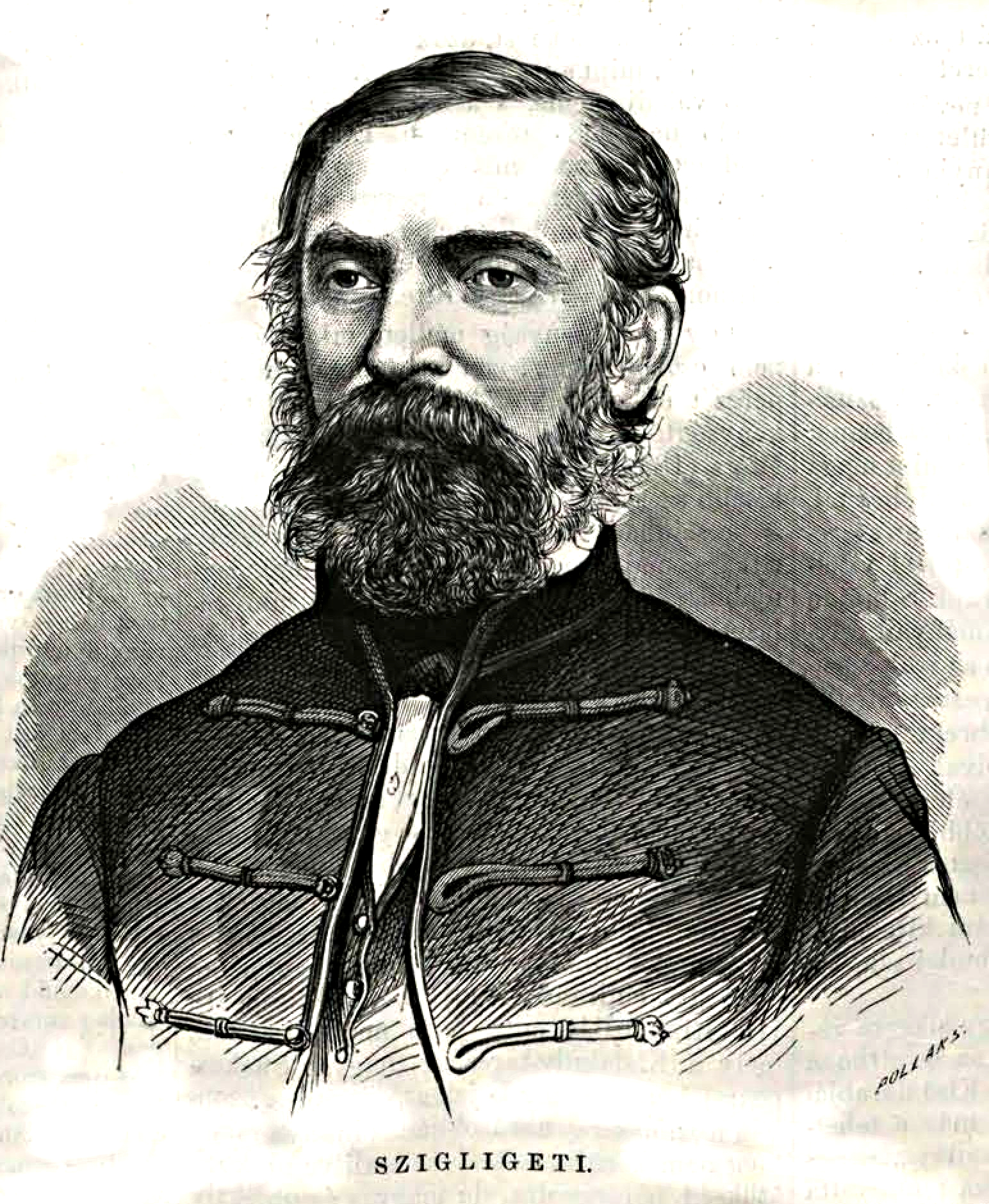
Ede Szigligeti

Ede Szigligeti, właśc. József Szathmáry (ur. 8 marca 1814, zm. 19 stycznia 1878) – węgierski dramaturg.
W 1837 związał się z Teatrem Narodowym jako aktor i później reżyser, a 1873–1878 był jego dyrektorem. W 1840 został członkiem Węgierskiej Akademii Nauk. Wprowadził do węgierskiego teatru rodzimą odmianę melodramatu o tematach z życia ludu, z muzyką, tańcem i piosenką - m.in. Csikós (Koniuch, 1874). Napisał dramat romantyczny II Rákóczi Ferenc fogsága (Niewola Franciszka II Rakoczego, 1848), komedię z życia wędrownych aktorów Liliomfi (1849, wyst. pol. 1958) i pierwszą węgierską teoretyczną rozprawę o dramacie  - A dráma és válfajai (Dramat i jego odmiany, 1874).